# 1973-as MotoGP-világbajnokság
Az 1973-as MotoGP-világbajnokság volt a MotoGP huszonötödik szezonja. A szezon során öt kategóriában, 50, 125, 250, 350 és 500 köbcentiméteres motorokkal indulhattak a versenyzők.
A szezon során az egyetlen magyar induló, Drapál János két versenyt, az osztrákot és a jugoszlávot nyerte meg.

## Nagydíjak
| #  | Verseny             | Helyszín       | 50 cm³-es győztes | 125 cm³-es győztes | 250 cm³-es győztes | 350 cm³-es győztes | 500 cm³-es győztes | Összefoglaló |
| -- | ------------------- | -------------- | ----------------- | ------------------ | ------------------ | ------------------ | ------------------ | ------------ |
| 1  | francia nagydíj     | Paul Ricard    |                   | Kent Andersson     | Jarno Saarinen     | Giacomo Agostini   | Jarno Saarinen     | Összefoglaló |
| 2  | osztrák nagydíj     | Salzburgring   |                   | Kent Andersson     | Jarno Saarinen     | Drapál János       | Jarno Saarinen     | Összefoglaló |
| 3  | nyugatnémet nagydíj | Hockenheimring | Theo Timmer       | Kent Andersson     | Jarno Saarinen     | Teuvo Lansivuori   | Phil Read          | Összefoglaló |
| 4  | nemzetek nagydíja   | Monza          | Jan de Vries      | Kent Andersson     |                    | Giacomo Agostini   |                    | Összefoglaló |
| 5  | Isle of Man TT      | Isle of Man    |                   | Tommy Robb         | Charlie Williams   | Tony Rutter        | Jack Findlay       | Összefoglaló |
| 6  | jugoszláv nagydíj   | Opatija        | Jan de Vries      | Kent Andersson     | Dieter Braun       | Drapál János       | Kim Newcombe       | Összefoglaló |
| 7  | holland nagydíj     | Assen          | Bruno Kneubühler  | Eugenio Lazzarini  | Dieter Braun       | Giacomo Agostini   | Phil Read          | Összefoglaló |
| 8  | belga nagydíj       | Spa            | Jan de Vries      | Jos Schurgers      | Teuvo Lansivuori   |                    | Giacomo Agostini   | Összefoglaló |
| 9  | csehszlovák nagydíj | Brno           |                   | Otello Buscherini  | Dieter Braun       | Teuvo Lansivuori   | Giacomo Agostini   | Összefoglaló |
| 10 | svéd nagydíj        | Anderstorp     | Jan de Vries      | Börje Jansson      | Dieter Braun       | Teuvo Lansivuori   | Phil Read          | Összefoglaló |
| 11 | finn nagydíj        | Imatra         |                   | Otello Buscherini  | Teuvo Lansivuori   | Giacomo Agostini   | Giacomo Agostini   | Összefoglaló |
| 12 | spanyol nagydíj     | Jarama         | Jan de Vries      | Chas Mortimer      | John Dodds         | Adu Celso-Santos   | Phil Read          | Összefoglaló |

## Végeredmény

### 500 cm³
| Poz. | Versenyző        | #  | Ország             | Motor     | Pont | Győzelmek |
| ---- | ---------------- | -- | ------------------ | --------- | ---- | --------- |
| 1    | Phil Read        |    | Egyesült Királyság | MV Agusta | 84   | 4         |
| 2    | Kim Newcombe     | 10 | Új-Zéland          | König     | 63   | 1         |
| 3    | Giacomo Agostini | 1  | Olaszország        | MV Agusta | 57   | 3         |
| 4    | Werner Giger     |    | Svájc              | Yamaha    | 44   | 0         |
| 5    | Jack Findlay     | 8  | Ausztrália         | Suzuki    | 38   | 1         |
| 6    | Bruno Kneubühler | 3  | Svájc              | Yamaha    | 34   | 0         |
| 7    | Jarno Saarinen   | 4  | Finnország         | Yamaha    | 30   | 2         |
| 8    | Kanaja Hideo     |    | Japán              | Yamaha    | 22   | 0         |
| 9    | Ernst Hiller     |    | NSZK               | König     | 19   | 0         |
| 10   | Alex George      |    | Egyesült Királyság | Yamaha    | 19   | 0         |

### 350 cm³
| Poz. | Versenyző        | # | Ország             | Motor     | Pont | Győzelmek |
| ---- | ---------------- | - | ------------------ | --------- | ---- | --------- |
| 1    | Giacomo Agostini | 1 | Olaszország        | MV Agusta | 84   | 4         |
| 2    | Teuvo Länsivuori | 7 | Finnország         | Yamaha    | 77   | 3         |
| 3    | Phil Read        | 5 | Egyesült Királyság | MV Agusta | 56   | 0         |
| 4    | John Dodds       |   | Ausztrália         | Yamaha    | 49   | 0         |
| 5    | Billie Nelson    |   | Egyesült Királyság | Yamaha    | 38   | 0         |
| 6    | Kent Andersson   |   | Svédország         | Yamaha    | 38   | 0         |
| 7    | Adu Celso-Santos |   | Brazil             | Yamaha    | 33   | 1         |
| 8    | Dieter Braun     | 8 | NSZK               | Yamaha    | 33   | 0         |
| 9    | Drapál János     |   | Magyarország       | Yamaha    | 30   | 2         |
| 10   | Pentti Korhonen  |   | Finnország         | Yamaha    | 25   | 0         |

### 250 cm³
| Poz. | Versenyző        | #  | Ország             | Motor           | Pont | Győzelmek |
| ---- | ---------------- | -- | ------------------ | --------------- | ---- | --------- |
| 1    | Dieter Braun     |    | NSZK               | Yamaha          | 80   | 4         |
| 2    | Teuvo Länsivuori | 5  | Finnország         | Yamaha          | 64   | 2         |
| 3    | John Dodds       | 6  | Ausztrália         | Yamaha          | 58   | 1         |
| 4    | Jarno Saarinen   | 1  | Finnország         | Yamaha          | 45   | 3         |
| 5    | Michel Rougerie  |    | Franciaország      | Harley-Davidson | 45   | 0         |
| 6    | Chas Mortimer    |    | Egyesült Királyság | Yamaha          | 40   | 0         |
| 7    | Kanaja Hideo     | 11 | Japán              | Yamaha          | 36   | 0         |
| 8    | Roberto Gallina  |    | Olaszország        | Yamaha          | 32   | 0         |
| 9    | Bruno Kneubühler |    | Svájc              | Yamaha          | 28   | 0         |
| 10   | Silvio Grassetti | 4  | Olaszország        | Yamaha          | 21   | 0         |

### 125 cm³
| Poz. | Versenyző         | # | Ország             | Motor       | Pont | Győzelmek |
| ---- | ----------------- | - | ------------------ | ----------- | ---- | --------- |
| 1    | Kent Andersson    | 2 | Svédország         | Yamaha      | 99   | 5         |
| 2    | Chas Mortimer     |   | Egyesült Királyság | Yamaha      | 75   | 1         |
| 3    | Jos Schurgers     | 9 | Hollandia          | Bridgestone | 70   | 1         |
| 4    | Börje Jansson     | 4 | Svédország         | Maico       | 64   | 1         |
| 5    | Eugenio Lazzarini |   | Olaszország        | Maico       | 59   | 1         |
| 6    | Otello Buscherini |   | Olaszország        | Malanca     | 51   | 2         |
| 7    | Angel Nieto       |   | Spanyolország      | Morbidelli  | 46   | 0         |
| 8    | Rolf Minhoff      | 4 | NSZK               | Maico       | 42   | 0         |
| 9    | Matti Salonen     |   | Finnország         | Yamaha      | 32   | 0         |
| 10   | Pentti Salonen    |   | Finnország         | Yamaha      | 28   | 0         |

### 50 cm³
| Poz. | Versenyző          | # | Ország    | Motor    | Pont | Győzelmek |
| ---- | ------------------ | - | --------- | -------- | ---- | --------- |
| 1    | Jan de Vries       | 2 | Hollandia | Kreidler | 60   | 5         |
| 2    | Bruno Kneubühler   |   | Svájc     | Kreidler | 51   | 1         |
| 3    | Theo Timmer        | 3 | Hollandia | Jamathi  | 47   | 1         |
| 4    | Gerhard Thurow     |   | NSZK      | Kreidler | 36   | 0         |
| 5    | Henk van Kessel    |   | Hollandia | Kreidler | 27   | 0         |
| 6    | Herbert Rittberger |   | NSZK      | Kreidler | 22   | 0         |
| 7    | Ulrich Graf        |   | Svájc     | Kreidler | 21   | 0         |
| 8    | Jan Huberts        | 8 | Hollandia | Kreidler | 21   | 0         |
| 9    | Rudolf Kunz        | 9 | NSZK      | Kreidler | 14   | 0         |
| 10   | Wolfgang Gedlich   |   | NSZK      | Kreidler | 13   | 0         |